# BL Herculis
BL Herculis ist ein Stern in einer Entfernung von etwa 4500 Lichtjahren. Er ist der Prototyp der BL-Herculis-Sterne (Typ-II-Cepheiden), welche zu den Pulsationsveränderlichen Sternen gehören.
BL Herculis zeigt während einer Periodendauer von 1.3 Tagen eine Schwankung der Magnitude von etwa 9.7 im Maximum bis 10.6 im Minimum.